# Eucalyptus eudesmioides
Eucalyptus eudesmioides är en myrtenväxtart som beskrevs av Ferdinand von Mueller. Eucalyptus eudesmioides ingår i släktet Eucalyptus och familjen myrtenväxter. Inga underarter finns listade i Catalogue of Life.